# Júlio Prestes
Júlio Prestes de Albuquerque (15 tháng 3 năm 1882 - 9 tháng 2 năm 1946) là một nhà thơ, luật sư và chính trị gia người Brasil. Ông là Tổng thống được bầu cuối cùng của Brasil trong thời kỳ được gọi là República Velha, nhưng không bao giờ nhậm chức vì chính phủ đã bị lật đổ trong cuộc Cách mạng năm 1930. Júlio Prestes là chính trị gia duy nhất được bầu làm Tổng thống Brasil bị cản trở khi nhậm chức. Ông là chính trị gia cuối cùng được sinh ra ở São Paulo để được bầu làm Tổng thống của Brasil.
Vào ngày 23 tháng 6 năm 1930, ông trở thành người Brasil đầu tiên được bảo vệ trên tạp chí Time.

## Sự nghiệp
Prestes tốt nghiệp bằng Luật học tại Trường Luật São Paulo năm 1906 (Khoa Luật của Đại học São Paulo). Anh kết hôn với Alice Viana Prestes, và có ba người con với nhau.
Ông bắt đầu sự nghiệp chính trị vào năm 1909 khi ông được Đảng Cộng hòa São Paulo (PRP) bầu làm Đại diện Nhà nước tại São Paulo. Ông được tái đắc cử nhiều lần cho đến năm 1923, bảo vệ công chức tại São Paulo.
Là một đại diện của Nhà nước, ông đã đưa ra luật tạo ra Tòa án Kiểm toán của São Paulo và Khoa Thú y và Công nghệ Sinh học của Đại học São Paulo. Ông là tác giả của luật pháp đã kết hợp Đường sắt Sorocabana vào di sản của Tiểu bang São Paulo.
Trong Cuộc Cách mạng năm 1924, ông đã chiến đấu với Coluna Sul, với Ataliba Leonel và Washington Luís, trục xuất những người nổi dậy ở khu vực Sorocaba.